# Tortell

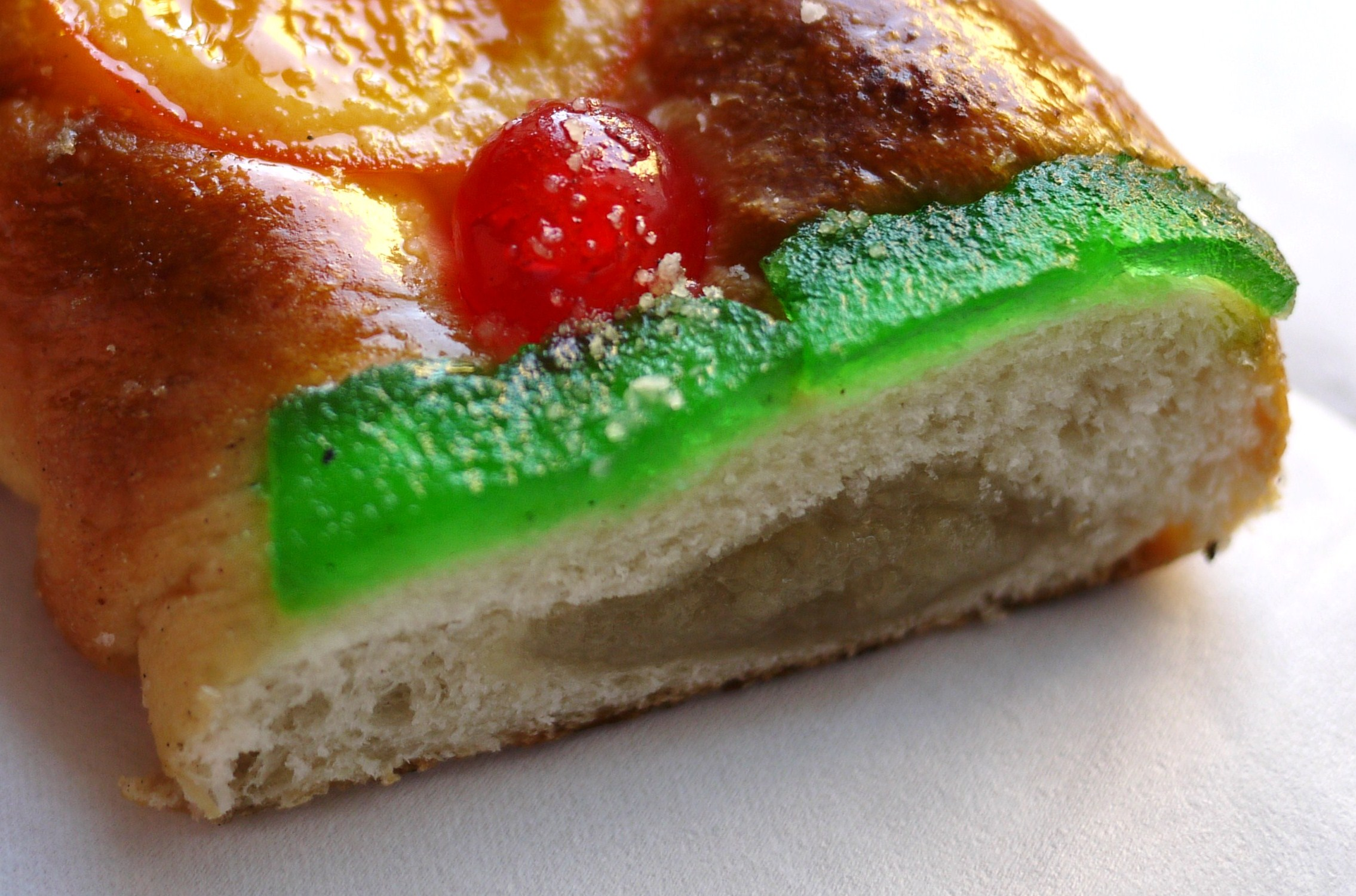
Trancio di tortell

Il tortell, gâteau des Rois, roscón de Reyes o coca de Reis è un dolce tipico della cucina occitana e cucina catalana, a forma di toroide (come la ciambella) e dall'impasto a base di pan brioche o pasta, e guarnito con fette di frutta candita e frutta secca. Si può farcire anche con panna, moka, tartufo o cioccolato, e al suo interno vengono inserite le sorprese. Normalmente statuine in ceramica o plastica e una fava secca vengono introdotte nel dolce. È tradizione che chi trova il fagiolo paghi il roscón de Reyes, servito la dodicesimo notte (il 5 gennaio) e il giorno dei re Magi (il 6 gennaio).

## Descrizione
Il tortell è un elemento molto importante della tradizione culinaria della Catalogna, appare in diverse feste durante l'anno. Infatti, praticamente tutte le domeniche lo si può trovare nelle pasticcerie dove è prodotto; così come in alcune date specifiche, come l'Epifania (6 gennaio) sant'Antonio Abate (17 gennaio) o Domenica delle Palme. Sono state inventate delle nuove forme ricettarie come il tortell di san Cristoforo (10 luglio), un tortell di marzapane con forma di volante, visto che san Cristoforo è il patrono degli automobilisti.

## Tortell de Reis
Il tortell de Reis, coca de reis o casca de reis, preparato per l'Epifania, rosca de reyes in America Latina, ha una forma di anello più o meno rotonda o ovale, ma la pasta è la stessa che di una brioche e il ripieno, che è marzapane, è ricoperto completamente, anche sui lati dalla pasta. È decorato con frutta candita (tipicamente ciliegie, arance e pelle d'anguria) e frutta secca (pinoli) e ha due sorprese. Dentro ha un Re di plastica e una fava, chi trova il Re sarà il Re della festa e chi trova la fava dovrà comprare il prossimo tortell.
In Catalogna si mangia il tortell solo il giorno di Epifania, dopo pranzo.